# Endéné Miyem
Nwal-Endéné „Endy“ Miyem (* 15. Mai 1988 in Reims) ist eine ehemalige französische Basketballspielerin.

## Laufbahn
Die Tochter kamerunischer Eltern spielte von 1999 bis 2002 bei SJS Reims. Später wurde sie bis 2006 am französischen Leistungszentrum INSEP ausgebildet.
Die 1,88 Meter große, auf der Position vier eingesetzte Spielerin stand von 2006 bis 2015 bei Bourges Basket unter Vertrag und gewann sechs Mal die französische Meisterschaft und vier Mal den Pokalwettbewerb.
Miyem spielte in der Saison 2015/16 bei Dynamo Kursk in Russland und zwischen 2016 und 2018 bei Famila Schio in Italien. 2018 gewann sie mit Schio den Meistertitel und den italienischen Pokalwettbewerb. In der 2018er Saison spielte sie für Minnesota Lynx in der US-amerikanischen Liga WNBA. Im August 2018 wurde die Französin aus dem Aufgebot gestrichen.
2018/2019 spielte sie bei Lattes Montpellier in ihrem Heimatland, 2019 wechselte sie innerhalb der Liga zu Charleville-Mézières (Flammes Carolo Basket Ardennes) und 2021 zu Tango Bourges Basket zurück. Mit Bourges gewann sie 2022 den europäischen Vereinswettbewerb Euro Cup, verpasste das Endspiel aber wegen einer Verletzung. Nachdem Miyem in der Hauptrunde der Saison 2022/23 verletzungsbedingt nur neun Spiele bestritten hatte, kam es zwischen ihr und Bourges zur Trennung.
Ende August 2023 gab Lyon ASVEL Féminin ihre Verpflichtung bekannt.
Im Juli 2008 bestritt sie ihren ersten Einsatz für die Auswahl des Französischen Basketballverbands. 2012 (Silbermedaille) und 2016 nahm sie an den Olympischen Sommerspielen teil. Im November 2017 wurde sie zur Spielführerin der französischen Auswahl ernannt und hatte dieses Amt bis November 2021 inne. Mit dem Abschluss der Saison 2024/25 beendete sie ihre Laufbahn als Spielerin im Leistungsbereich.
Miyem ist Namensgeberin von Basketballcamps im kamerunischen Douala.

### Erfolge
- Europameisterin 2009
- Silbermedaille bei den Olympischen Spielen 2012
- Bronzemedaille bei den Olympischen Spielen 2020
- Silbermedaille bei den Europameisterschaften 2013, 2015, 2017, 2019
- Bronzemedaille bei der Europameisterschaft 2011
- Französische Meisterin 2008, 2009, 2011, 2012, 2013, 2015, 2022[18]
- Französische Pokalsiegerin 2008, 2009, 2010, 2014
- Italienische Meisterin 2018
- Italienische Pokalsiegerin 2018
- Euro-Cup-Siegerin 2022